# Лужицкий диалект

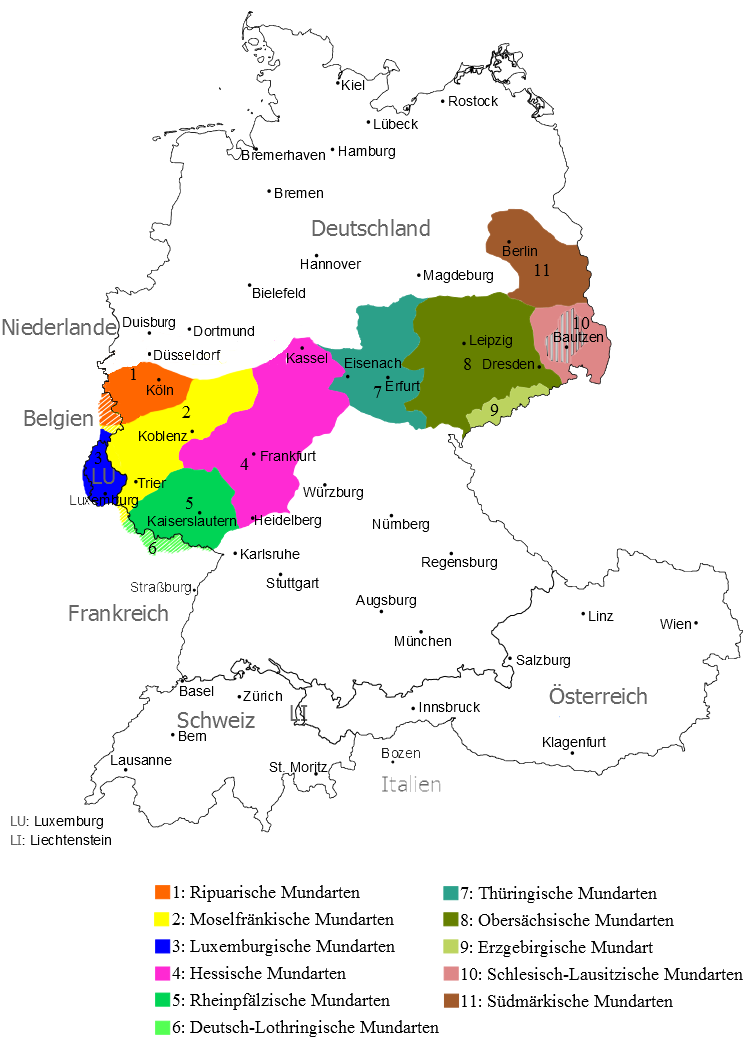
Лужицкий диалект под номером 10

Лужицкие диалекты (нем. Lausitzisch) — диалекты немецкого языка, принадлежащие к восточно-средненемецкой группе диалектов. Они распространены в Лужице в восточной Саксонии и на юге Бранденбурга. Лужицкие диалекты родственны тюрингско-саксонским, берлинско-бранденбургским и силезским диалектам, поэтому иногда к ним применяют название «лужицко-силезский диалект» (нем. Lausitz-Schlesisch).

## Классификация
Linguasphere Register (1999/2000, стр. 433) делит лужицкие диалекты на пять частей:
- Новолужицкий диалект (Neulausitzisch) — Баутцен (Саксония);
- Нижнелужицкий диалект (Niederlausitzisch) — Котбус, Шпревальд (Бранденбург), Хойерсверда, Вайсвассер (Саксония);
- Верхнелужицкий диалект (Oberlausitzisch) — пограничная с Чехией область между Штайнигтвольмсдорфом и Циттау, а также близлежащие регионы;
- Восточнолужицкий диалект (Ostlausitzisch) — Гёрлиц (Саксония);
- Западнолужицкий диалект (Westlausitzisch) — Бишофсверда и Каменц (Саксония).

## Границы диалекта
В реальности чёткое разделение диалектов невозможно, так как точные границы не определены, тем не менее немецкая диалектология располагает достаточным материалом для того, чтобы определять те или иные города и населённые пункты как принадлежащие или не принадлежащие тому или иному диалекту.

## Характеристика
Лужицкий (и в частности нижнелужицкий) близок, скорее, к берлинскому диалекту. Характерной чертой верхнелужицкого является ретрофлексивное произношение [ɻ], который был распространён во многих частях Силезии. В Баутцене, Гёрлице и Хойерсверде также очень хорошо говорят на литературном немецком (нем. Hochdeutsch).